# Frekvensspring
Frekvensspring (engelsk Frequency-hopping spread spectrum (FHSS)) er en metode inden for radiokommunikation hvor sendefrekvensen ændres efter et kendt mønster. Teknikken kan anvendes mod aflytning eller jamming. Det er nødvendigt at både sender og modtager kender hoppe-mønsteret for at at transmissionen kan forløbe smertefrit.

## Flere opfindere
Der er flere som har bidraget til Frekvensspring modulationsteknologi - fx:
I 1899 eksperimenterede Guglielmo Marconi med frekvensselektiv modtagelse i forsøget på at minimere interferens.
De tidligste omtaler af frekvensspring modulation i offentlig litteratur er i US patent 725,605 tildelt til Nikola Tesla den 17. marts 1903 og i radio pioneren Jonathan Zennecks bog Wireless Telegraphy (tysk, 1908, engelsk oversættelse McGraw Hill, 1915), selom Zenneck selv har ytret at Telefunken allerede havde prøvet det. Nikola Tesla nævner ikke frasen “frequency hopping” direkte, men antyder det bestemt. Med titlen Method of Signaling, beskriver patentet et system som ville kunne bibringe radiokommunikation without any danger of the signals or messages being disturbed, intercepted, interfered with in any way.
George Antheill og Hedy Lamarr udviklede i juni 1941 tanken om et hemmeligt kommunikationssystem for fjernstyring af torpedoer, baseret på en mekanisme, der beskrev en tidlig form for frekvensspring ved at skifte mellem 88 frekvenser. For fjenden ville det være umuligt at blokere alle 88 frekvenser samtidigt. Den 11. august 1942 blev US-patent 2292387 tildelt Antheil og "Hedy Kiesler Markey" – som Lamarr officielt hed på det tidspunkt.
Idéen var så langt forud for sin tid, at den ikke kunne realiseres i 1942. Den blev først implementeret i 1962, hvor den blev brugt af den amerikanske flåde under blokaden af Cuba. Da var patentet dog udløbet. Måske derfor blev det først kendt i 1997, hvor organisationen Electronic Frontier Foundation tildelte Lamarr en pris for hendes bidrag. I 1998 købte den canadiske udvikler af trådløs teknologi, Wi-LAN Inc., 49 % af patentet fra Lamarr for et ikke offentligt oplyst antal aktier. Antheil døde 12. februar 1959.
Lamarrs og Antheils idé fungerer som grundlag for den moderne frekvensspring kommunikationsteknologi, der anvendes i bluetooth-forbindelser, en del wi-fi og i GSM-teknologi.